# 馬自達Verisa
馬自達Verisa（（日語）マツダ・ベリーサ）是日本馬自達汽車公司於2004年至2015年間製造販售的次緊湊型（subcompact）五門掀背車，僅限日本國內販售。

## 概要
這部車是為了填補馬自達2與馬自達3之間的空缺而開發的，車身外觀設計帶有復古風味，且跟第二代馬自達2一樣採用DY平台。以外型來看，可把這部車視為「高腳掀背車」或者是「迷你多功能休旅車」等現今全球車壇流行的跨界概念。
關於車名，取義大利文的「verita」（真實之意）與英文的「satisfaction」（滿足之意）創字，合起來具有「真實的滿足」之意涵。

## 歷史（DY系 2004年 - 2015年）
2004年 - 6月28日正式在日本發表，為了與第二代Demio做區別，全車系採用深黑色配酒紅色邊條的皮椅內裝，並將晶片鑰匙列入標準配備。前座椅的背面削掉內凹一部分，以加大後座的乘坐空間，並且在全車隔音效果下工夫，改用4mm厚的車窗（一般汽車都用3.5mm），專攻高級微型轎車這一塊市場。此外，還有一套與日產汽車技術合作的「e-4WD」四輪轉向系統（亦曾在第二代Demio上出現），這是一種當駕駛者切換時，可由電動馬達驅動後輪的裝置，不過這套系統的功能只是為了輔助循跡而已。動力來源為1.5L的ZY-VE型引擎，最大馬力113ps / 6,000rpm，最大扭力14.3kg・m / 4,000rpm；變速系統採四速自排；全車並配備六具安全氣囊。
同年11月11日獲得2004年第25屆日本年度風雲車（（日語）日本カー・オブ・ザ・イヤー）的「最具價值特別獎」。
2004年 - 12月9日發售限量800輛的「L style」特仕車，內裝改為深棕色並增加一些配備，車身塗裝也有特別的四種顏色可選。
2006年 - 8月4日進行小改款，改變內裝座椅的材質，車頭進氣壩的樣式也變更，並追加新車色。增加方向盤上的音響控制鍵、後視鏡側方向燈、LED室內照明燈等標準配備。
2009年 - 5月11日全車系追加晶片鑰匙為標準配備。
2010年 - 7月26日全車系的儀表板改為自發光式儀表板。
2013年 - 7月11日再度小改款，除了將抗紫外線前門車窗納入全車系標準配備外，並新增二種車色、廢止紅色。另推出特仕車「Mystic Leather Selection」，以L型2WD車款為基礎，加上15吋鋁合金輪圈、氙氣頭燈、灰色內裝等配備。同年12月12日特仕車「Magenta Selection」上市，具有桃紅色車縫線皮面座椅、氙氣頭燈附高低調整裝置、15吋十幅式鋁合金鋼圈、鍍鉻後照鏡蓋等裝備；且有黑、米白、褐、深紫等車身塗裝可供選擇。
2015年 - 4月23日發售特仕車「Noble Couture」，以「L」車型為基礎加上具有「Noble Couture」字樣的座椅、專用紅色皮包覆方向盤與車門飾板、15吋鋁合金輪圈、6枝喇叭與專用四種車色等配備；同年9月宣佈停產。

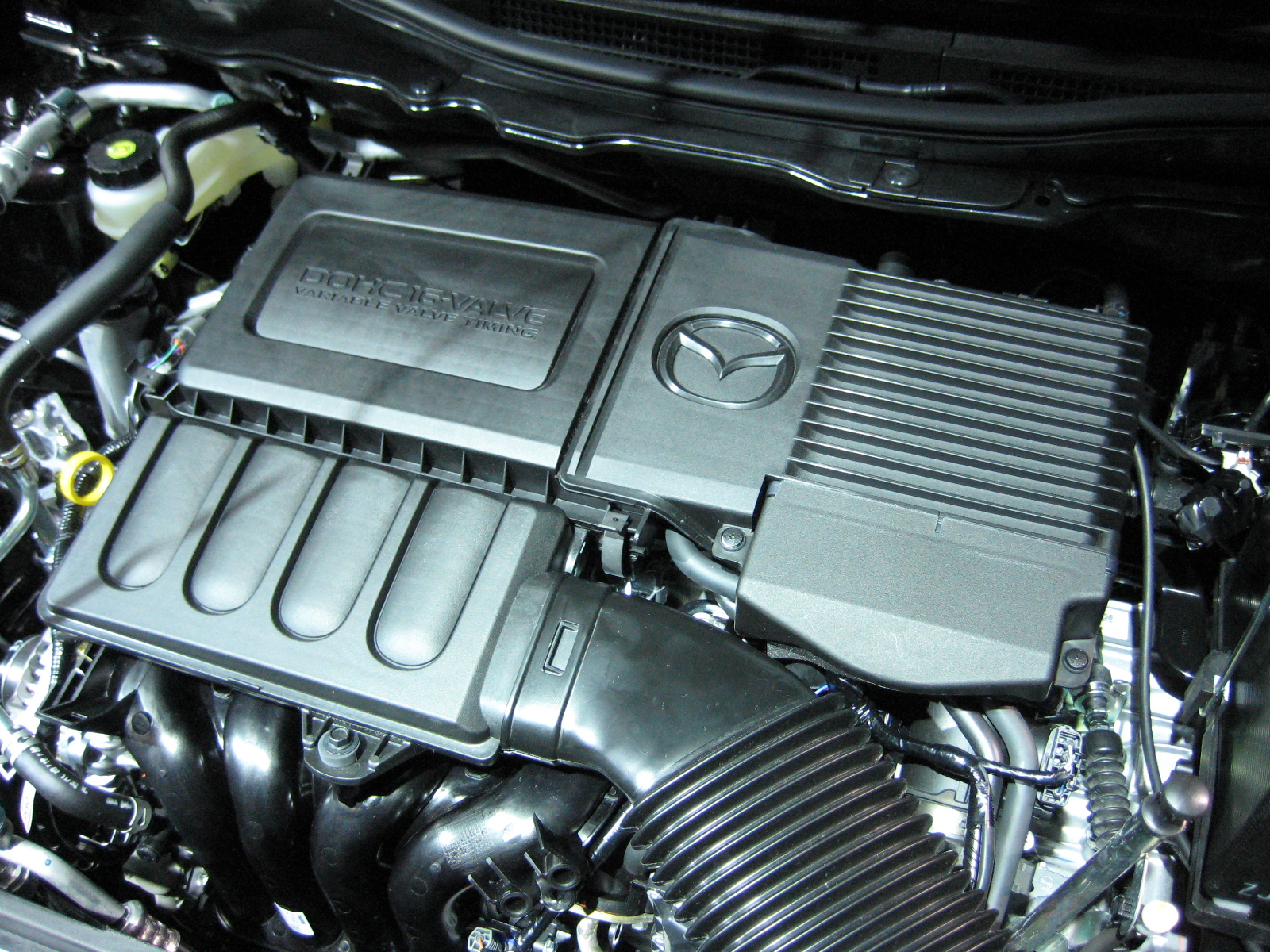
和馬自達2一樣採用ZY-VE型引擎
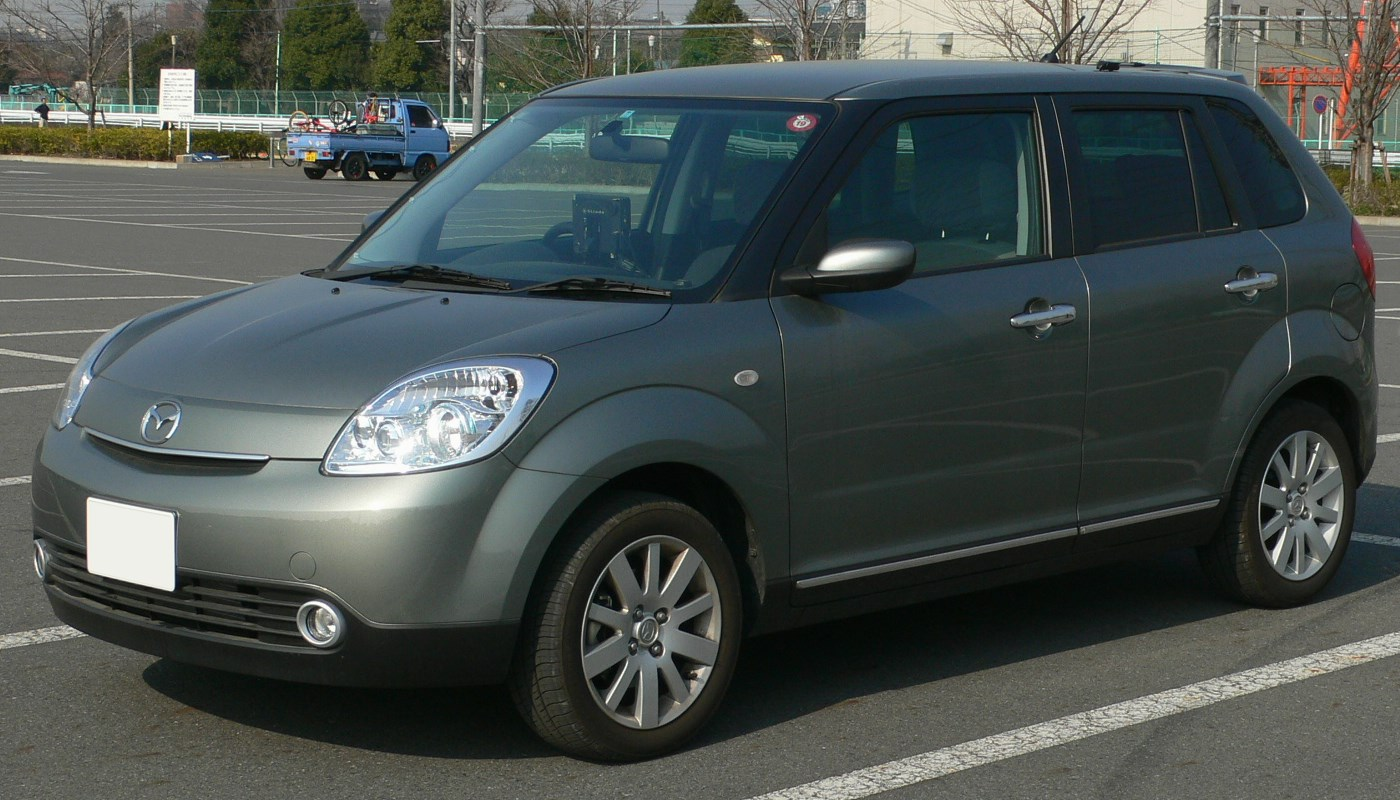
馬自達Verisa車頭
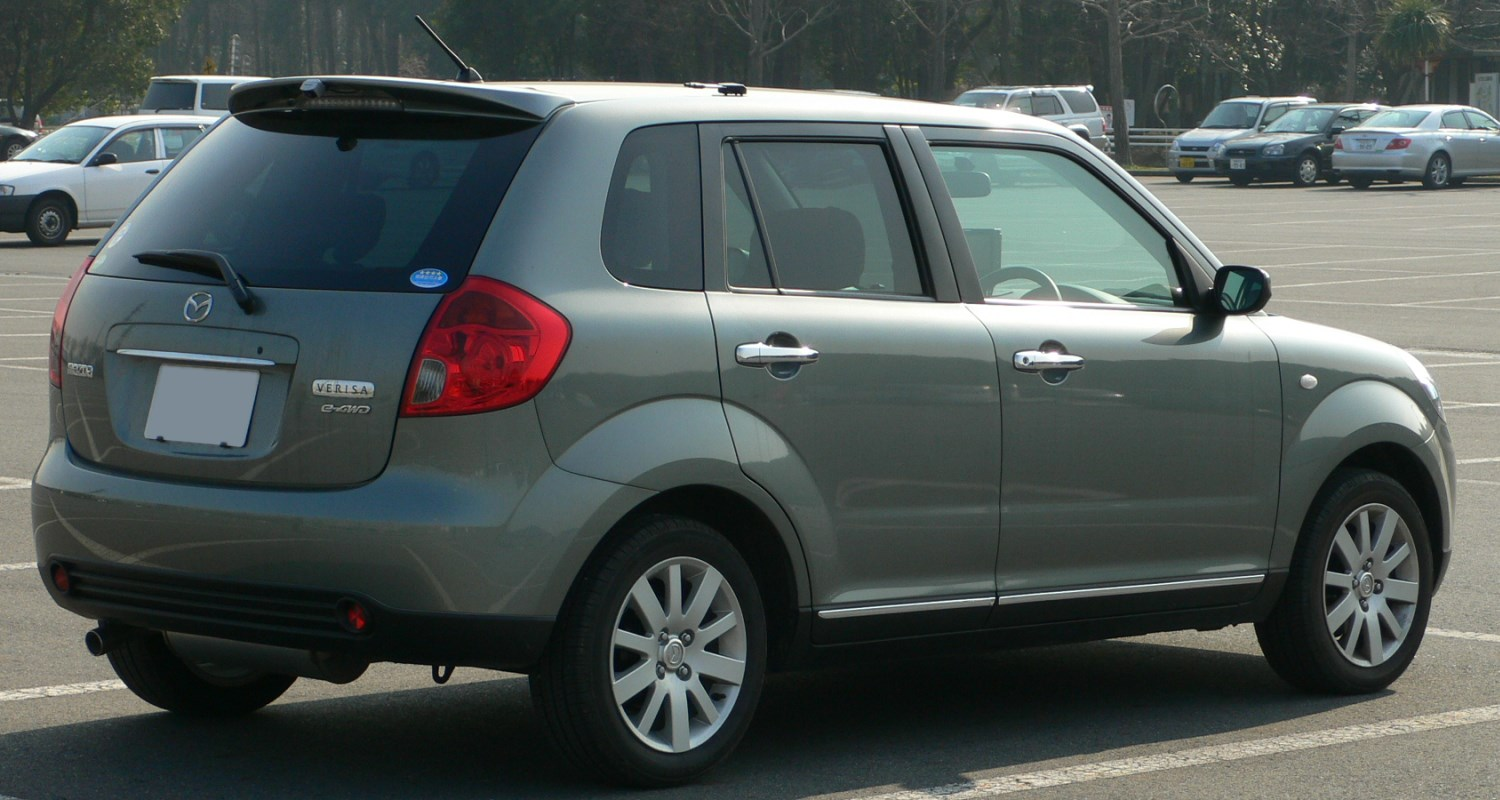
馬自達Verisa車尾
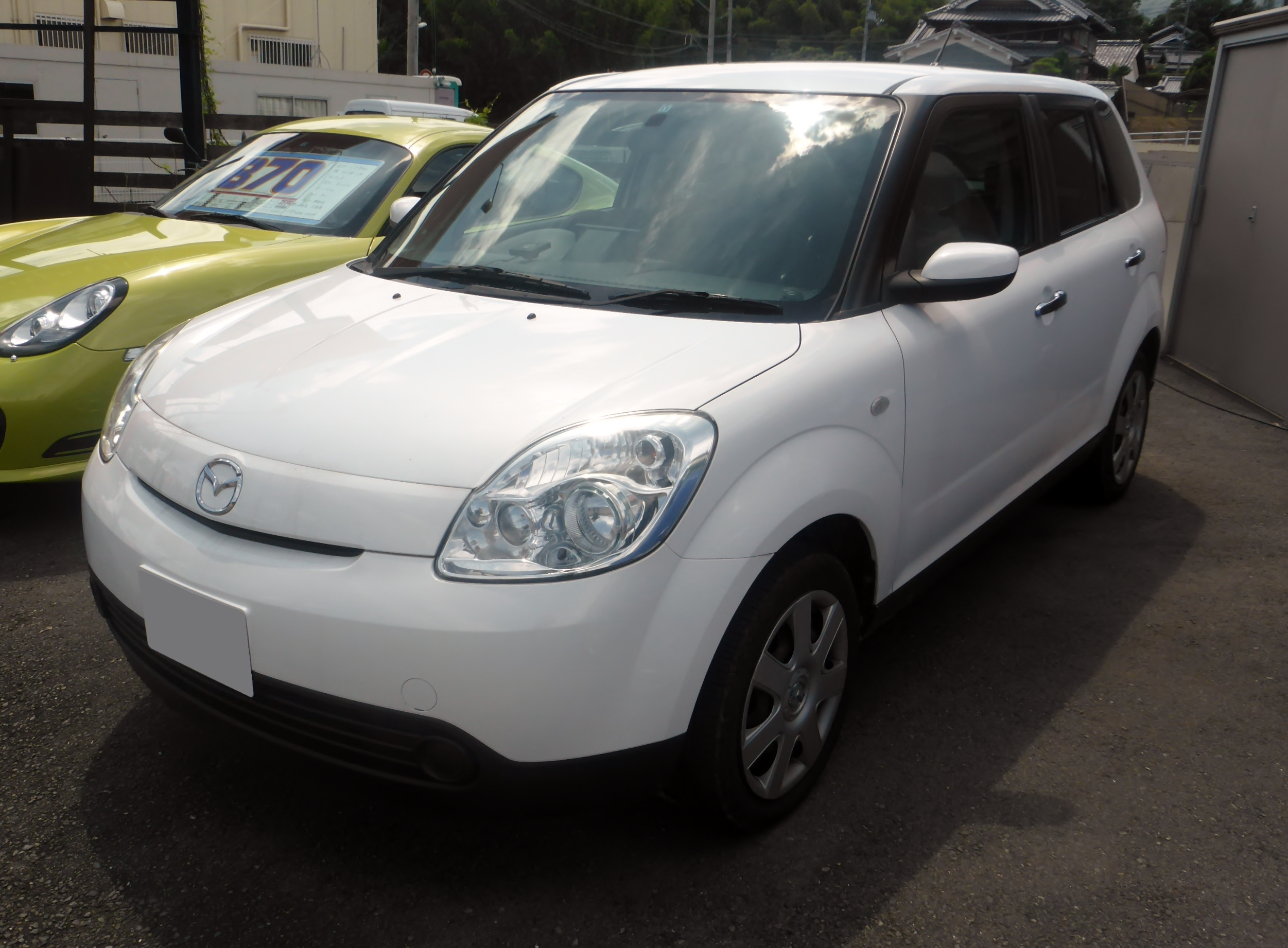
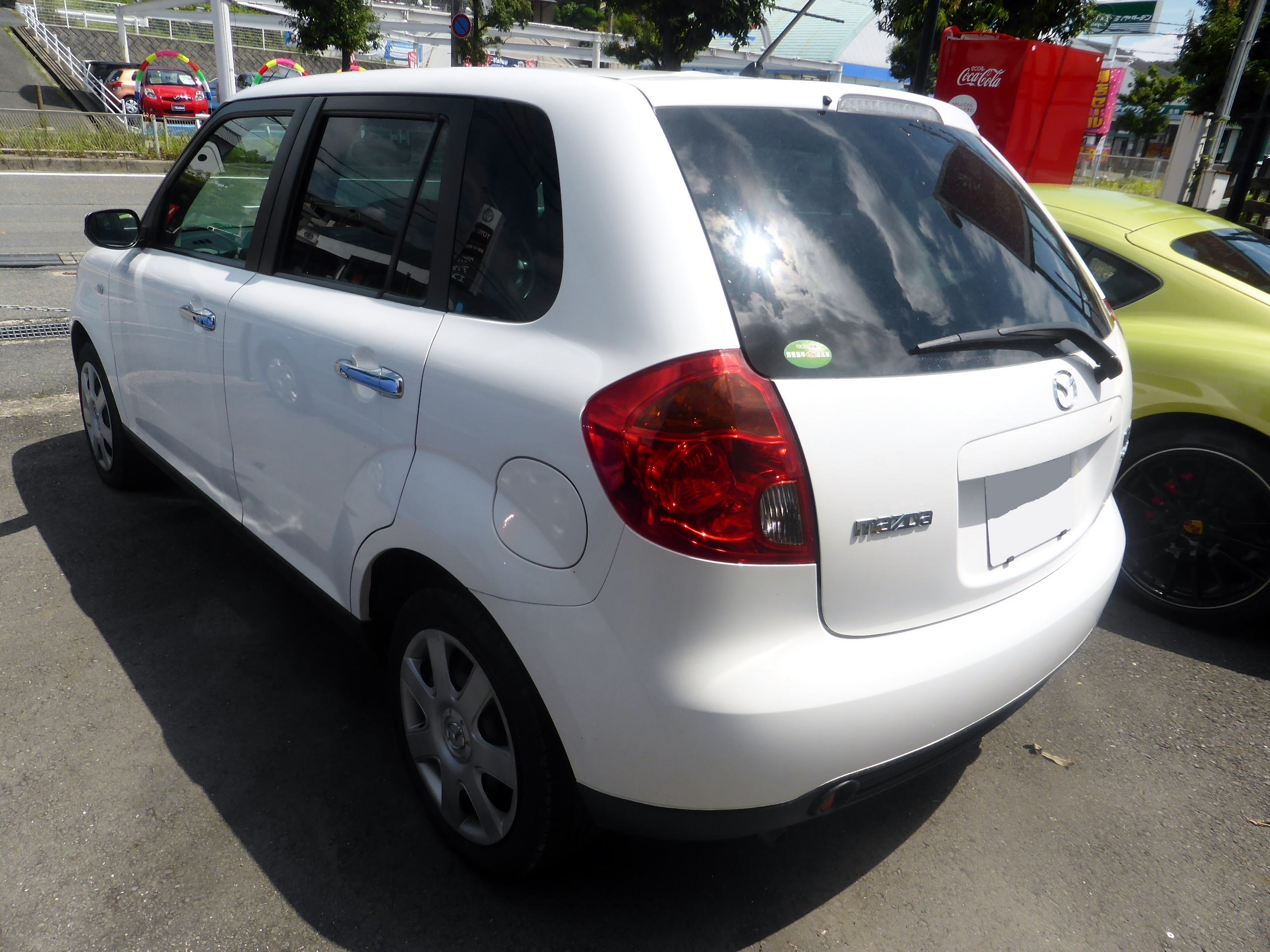